# Else Kröner
Else Kröner (geborene Fernau, * 15. Mai 1925 in Frankfurt am Main; † 5. Juni 1988) war eine deutsche Unternehmerin und Stifterin. Sie war wesentlich am Aufschwung ihrer Firma Fresenius nach dem Zweiten Weltkrieg beteiligt.

## Kindheit und Jugend
Else Kröner war das einzige Kind des Kaufmanns Christoph Fernau und seiner Frau Therese. Als sie drei Jahre alt war, starb ihr Vater, und Therese Fernau verdiente den Familienunterhalt als Haushälterin bei der Familie Eduard Fresenius, dem Inhaber der Frankfurter Hirsch-Apotheke und des Pharmaunternehmens „Dr. Eduard Fresenius chemisch-pharmazeutische Industrie KG“. Das Ehepaar Else und Eduard Fresenius war kinderlos und förderte Else Kröner als Ziehkind. Zum Beispiel ermöglichten sie es ihr, 1943 das Abitur zu machen. Nachdem Else Kröner ihr Pflichtjahr beim Reichsarbeitsdienst geleistet hatte und Praktikantin in der Hirsch-Apotheke von Fresenius gewesen war, entschied sie sich für das Studium der Pharmazie. Aber noch bevor Else Kröner das Studium abschließen konnte, starb Eduard Fresenius 1946 und hinterließ ihr zusammen mit ihrer Mutter Therese Fernau und der Prokuristin der Hirsch-Apotheke, Emilie Scheele, sowohl das Unternehmen als auch die Apotheke.

## Unternehmerin
Die „Dr. Eduard Fresenius chemisch-pharmazeutische Industrie KG“ hatte zwar den Zweiten Weltkrieg unbeschädigt überstanden, war aber hoch verschuldet. Und auch in der Hirsch-Apotheke liefen die Geschäfte nicht gut, da sie nach den Bombenangriffen der Jahre 1943 und 1944 noch provisorisch in einer Baracke untergebracht war. Else Kröner übernahm die Leitung der beiden Betriebe und bemühte sich parallel, ihr Studium möglichst schnell zu beenden. 1950 legte sie in Erlangen ihr Examen ab.
In Abendkursen eignete sich Else Kröner in den folgenden Jahren betriebswirtschaftliche Kenntnisse an. Als das Ladengeschäft der Hirsch-Apotheke in den 1950er Jahren wieder aufgebaut war, verpachtete sie die Apotheke an einen Kollegen, um sich von nun an voll auf die Entwicklung des Unternehmens Fresenius in Bad Homburg zu konzentrieren. Eduard Fresenius hatte sich in den 1920er Jahren mit der Herstellung von Infusionslösungen einen Namen machen können und genau hier setzte Else Kröner an: Gemeinsam mit ihrem Berater, Freund und seit 1964 Ehemann Hans Kröner erarbeitete sie eine umfassende Produktpalette von Speziallösungen, die direkt an Krankenhäuser vertrieben wurden. Ab den 1960er Jahren stieg Fresenius in die Medizintechnik ein, ab den 1970er Jahren auch mit eigenen Produkten, wie Apparaten für Dialyse und Intensivmedizin. Mit der Erschließung neuer Märkte und seit den 1980er Jahren auch durch Übernahmen ausländischer Firmen gelang es, das ursprüngliche Familienunternehmen zu einem weltweit agierenden Konzern auszubauen. Else Kröner übernahm bis zu ihrem Lebensende leitende Positionen bei Fresenius. Zuerst als Geschäftsführerin und nach der Umwandlung in eine Aktiengesellschaft 1982 als Vorsitzende des Aufsichtsrates.

## Stifterin
Else Kröner setzte sich neben ihrem persönlichen humanitären Engagement – sie adoptierte fünf Kinder und unterhielt zahlreiche Patenschaften auf der ganzen Welt –  auch dafür ein, dass ihr Unternehmen humanitär tätig wurde. Gemeinsam mit ihrem Mann gründete sie deshalb 1972 die gemeinnützige Fresenius-Stiftung, deren Ziel es sein sollte, medizinisches Fachwissen zu verbreiten und humanitäre und medizinische Initiativen zu unterstützen.
1983 gründete Else Kröner die gemeinnützige Else Kröner-Fresenius-Stiftung, der sie testamentarisch ihr gesamtes Privatvermögen hinterließ. Mit ihrem Tod am 5. Juni 1988 gingen unter anderem 95 Prozent des Stammkapitals des Fresenius-Konzerns auf die Stiftung über. Zweck der EKFS ist die Förderung der medizinischen Wissenschaft und die Unterstützung medizinisch-humanitärer Hilfsprojekte. Während das Stiftungsvermögen beim Tod von Else Kröner noch 150 Millionen Euro betrug, war es 2008 schon auf 2,6 Milliarden angewachsen und damit eine der größten deutschen Industriestiftungen.

## Ehrungen
Else Kröner erhielt für ihre wirtschaftspolitische Tätigkeit und ihr gemeinnütziges Engagement 1973 das Verdienstkreuz am Bande des Verdienstordens der Bundesrepublik Deutschland.
Im Januar 1988 ehrte die Stadt Oberursel – von 1978 bis 1998 Sitz der Hauptverwaltung der Fresenius KG, späteren AG und heutigen Fresenius SE & Co. KGaA – sie mit der Ehrenmedaille der Stadt.